# Giovanni Siorpaes
Giovanni Cesare Siorpaes "Salvador" (Cortina d'Ampezzo, 18 novembre 1869 – Cortina d'Ampezzo, 6 aprile 1909) è stato un alpinista italiano con cittadinanza austro-ungarica.

## Biografia
Quartogenito della grande guida Santo Siorpaes (1832-1900) e della prima moglie Maria Costanza Apollonio (1836-1872), battezzato fin dalla gioventù "Jan de Santo" per ascendenza paterna, Giovanni nacque nella frazione di Staulin d'Ampezzo il 18 novembre 1869. Seguendo il genitore e il fratello Pietro (1868-1953, guida dal 1887), a ventun anni ottenne l'autorizzazione a svolgere la professione di guida alpina (1890).
Iniziò da allora una robusta attività sui monti, caratterizzata da una ventina di prime salite, quasi metà delle quali nell'allora inesplorato gruppo dei Cadini di Misurina, portate a termine con i migliori alpinisti dell'epoca, tra cui Theodor von Wundt, Felix Potti e soprattutto con il famoso fisico e barone ungherese Loránd Eötvös e le sue figlie, baronesse Ilona e Rolanda Eötvös, con cui fece molte delle sue ascensioni.
Ripeté inoltre numerosi itinerari classici allora in voga sulle Dolomiti Ampezzane e nei dintorni ed aprì numerose vie. tra cui la più famosa è senz'altro la via Dimai (1º agosto 1901 A. Dimai, G. Siorpaes, A. Verzi, I. e R. von Eötvös) sulla parete sud della Tofana di Rozes. Per ben quindici anni quella fu l'unica via dell'imponente parete della montagna.
Grazie ai risparmi ottenuti dalla professione di guida alpina, nei primi anni del Novecento riuscì a costruire un albergo a Cimabanche, ma morì prematuramente a quarant'anni nel 1909 in un banale incidente. Infatti, mentre si dirigeva su di un carro verso Cortina proprio da Cimabanche, incontrò una delle prime e rarissime automobili dell'epoca. I cavalli che trainavano il carro si spaventarono alla vista dello sconosciuto mezzo, facendo ribaltare il carro: Giovanni rimase gravemente ferito. Indebolito dai traumi, morì di polmonite la primavera successiva.

## Vette conquistate per primo
- 27 giugno 1893 = Torre Wundt 2517 m, Cadini di Misurina
- 26 agosto 1894 = Cadin di San Lucano 2839 m, Cadini di Misurina
- 24 agosto 1896 = Torre Sud-ovest di Popena, Pitz Popena
- 29 agosto 1896 = Torre Siorpaes 2556 m, Cadini di Misurina
- 31 agosto 1896 = Cima dei Cadini di Misurina 2674 m
- 12 agosto 1899 = Sass de Stria 2477 m
- 9 settembre 1899 = Cima Undici 3092 m, Gruppo del Popera
- 6 agosto 1900 = Cresta longa
- 24 agosto 1900 = Punta della Croce 2300 m, Pomagagnon
- 1º settembre 1900 = Campanile Antonio Giovanni 2714 m, Cadini di Misurina
- 2 settembre 1900 = Cima Antonio Giovanni 2714 m, Cadini di Misurina
- 15 settembre 1900 = Gemelli dei Cadini di Misurina 2742 m
- 26 luglio 1902 = Il Gobbo dei Cadini di Misurina
- 26 agosto 1902 = Campanile San Marco 2777 m, Marmarole
- 4 agosto 1903 = Torre del Diavolo 2598 m, Cadini di Misurina
- 7 settembre 1903 = Cima Pogoffa, Cadini di Misurina
- 7 settembre 1904 = Cima Witzenmann 2820 m, Croda dei Toni

## Vie aperte
- 24 agosto 1895 = via degli inglesi, Monte Civetta 3220 m
- 18 agosto 1896 = via nord-est, Cristallo 3221 m
- 11 agosto 1897 = via nord-est, Croda dei Toni 3094 m
- 1º agosto 1901 = via Dimai, parete sud della Tofana di Rozes 3225 m
- 1903 = gran camino ovest, Torre Wundt 2517 m, Cadini di Misurina
- 22 agosto 1905 = passo di sentinella, cima Undici 3092 m, Gruppo del Popera